# Bordo Colorado
Bordo Colorado är en ort i Mexiko.   Den ligger i kommunen San Miguel de Allende och delstaten Guanajuato, i den centrala delen av landet, 250 km nordväst om huvudstaden Mexico City. Bordo Colorado ligger 1 871 meter över havet och antalet invånare är 201.
Terrängen runt Bordo Colorado är platt söderut, men norrut är den kuperad. Bordo Colorado ligger nere i en dal som går i nord-sydlig riktning. Runt Bordo Colorado är det ganska tätbefolkat, med 96 invånare per kvadratkilometer. Närmaste större samhälle är San Miguel de Allende, 15,3 km sydost om Bordo Colorado. Trakten runt Bordo Colorado består i huvudsak av gräsmarker.